# Vjekoslav Viđak
Vjekoslav Viđak (Split, ? - Split, 12. srpnja 2011.), hrvatski političar i gradonačelnik Splita (1974. – 1982.). Zaslužan je za organizaciju Mediteranskih igara u Splitu 1979. godine i izgradnju potrebne infrastrukture.

## Vanjske poveznice
- In memoriam Vjekoslav Viđak - jedan od stupova MIS-a na stranicama Slobodne Dalmacije (pristupljeno 7.12.2011.) (hrv.)